# Кори, Кейт
Кейт Кори (англ. Kate Cory, полное имя Kate Thompson Cory; 1861—1958) — американская художница и фотограф.
Прожив несколько лет среди индейцев хопи, запечатлела их жизнь и быт примерно на шестистах фотографиях.

## Биография
Родилась 8 февраля 1861 года в городе Уокиган, штат Иллинойс, в семье Джеймса Янга Кори (1828—1901) и его жены Элизы Келлог Кори (1829—1903). В семье также был сын Джеймс Стюарт Кори. Кейт Кори была родственницей Фанни Кори, иллюстратора комиксов «Little Miss Muffet».
Отец девочки был аболиционистом и причастен к Подземной железной дороге — в подвале их дома была секретная комната, откуда его свободные черные слуги приводили беглых рабов к ожидающим их лодкам в гавани Вокеган (Waukegan Harbour). Во время Гражданской войны он был успешным редактором газеты и часто в одиночку руководил изданием Waukegan Gazette. В 1880 году семья Кори переехала в Ньюарк, штат Нью-Джерси, откуда отец Кейт принимал участие в делах на Уолл-стрит в Нью-Йорке.
Кейт Кори изучала живопись и фотографию в Лиге студентов-художников Нью-Йорка и Cooper Union, где некоторое время работала инструктором. Работала художницей и скульптором, занималась также фотографией. Зарабатывала на жизнь как коммерческая художница, размещая рисунки в журнале Recreation и участвуя в нью-йоркском New York’s Pen and Brush Club. Начиная с 1895 года, в партнёрстве с художником и гончаром Чарльзом Волкмаром создавала расписанные вручную гончарные изделия (чашки и тарелки) с изображением исторических личностей, таких как Уильям Пенн и Александр Гамильтон. Их общий магазин — Volkmar and Cory Pottery, находился в Куинсе, Нью-Йорк.
В клубе Pen and Brush Club Кори познакомился с художником Луи Акином (Louis Akin), который только что вернулся с Юго-Запада США. Он создал картины с изображением индейцев хопи, чтобы продвигать туризм вдоль маршрута железной дороги Santa Fe Railroad (ныне Atchison, Topeka and Santa Fe Railway). Её интерес к Западу Соединённых Штатов был вызван Эрнестом Сетоном, и когда Акин рассказал ей о своих планах основать колонию художников в Северной Аризоне в 1905 году, Кейт Кори отправилась на поезде в резервацию хопи. Когда она сошла с поезда, то поняла, что стала единственной в этой арт-колонии. Несмотря на это, она оставалась здесь до 1912 года, была единственной женщиной, вовлеченной в неизвестную народа хопи. Кори выучила язык хопи, рисовала пейзаж и людей этой народности. Она также сделала около 600 фотографий, запечатлев практически все аспекты жизни хопи, как общественной, так и священной. Кейт Кори покинула эти места в 1912 году, и её взгляды на жизнь изменились в результате отношений с людьми хопи, в том числе отказавшись от современного потребительства. В 1915 году Смитсоновский институт купил 25 картин Кори, написанных в то время, когда она жила вместе с хопи.
В 1913 году Кори переехала в Прескотт, штат Аризона, где жила в каменном доме, построенном и обставленном рабочими хопи. Она представила свою работу «Arizona Desert» на Арсенальной выставке, получив за неё почетную награду. Некоторые её работы находятся в Музее Смоки города Прескотта.
В своем искреннем намерении избежать расточительной жизни в Прескотте Кейт Кори прославилась эксцентричностью: она ходила в поношенной одежде; отдала в аренду две принадлежащих ей хижины; убирала мусор из дождевой воды и использовала её для проявления фотографий; вместо того, чтобы продавать свои картины, она обменивала их.
Работы художницы находятся в коллекциях ряда музеев США, а также принадлежат церкви First Congregationalist Church, членом которой она являлась.
Умерла 12 июня 1958 года в городе Прескотт, штат Аризона. Была похоронена на кладбище Arizona Pioneers Home Cemetery рядом со своей подругой Шарлот Холл.
Негативы фотографий, сделанных Кейт Кори между 1905 и 1912 годами, когда она жила у хопи, были найдены в 1980-х годах в картонной коробке вместе с другими материалами, переданными в дар Музею Смоки. Не зная, как сохранить негативы, музей передал их Музею Северной Аризоны, который был лучше оборудован для сохранения старинных плёнок. На основе этих найденных фотографий сотрудниками музея была издана книга «The Hopi Photographs: Kate Cory: 1905—1912».